# Loughborough Students
Loughborough Students HC is een Engelse hockeyclub gelieerd aan de Loughborough University. Sinds 2000 speelt het herenteam in de England Hockey League, het hoogste niveau in Engeland. In het seizoen 2006/07 werd voor het eerst Europacup hockey gehaald en in 2007/08 neemt de club deel aan de Euro Hockey League. In 2003, 2004 en 2005 werd de club zaalhockeykampioen.